# Marius Sala
Marius Sala (n. 8 septembrie 1932, Vașcău, România – d. 19 august 2018, București, România) a fost un lingvist român, membru titular al Academiei Române din 2001 (membru corespondent din 1993), iar între 2006-2014 vicepreședinte al acestei instituții. Până în 2017 a fost director la Institutul de Lingvistică „Iorgu Iordan - Alexandru Rosetti” din București.

## Biografie
Urmează cursurile Liceului „Samuil Vulcan” din Beiuș (1943-1951). Este licențiat al Facultății de Filologie a Universității din București (1955). Din 1953, lucrează ca cercetător la Institutul de Lingvistică al Academiei Române din București, actualmente Institutul de Lingvistică „Iorgu Iordan - Alexandru Rosetti”, al cărui director este din 1994. Și-a luat doctoratul în filologie cu teza Fonetica și fonologia iudeospaniolei din București (1967), sub conducerea lui Iorgu Iordan. Este doctor honoris causa al universităților din Arad, Craiova, Oradea și Timișoara. Profesor invitat la universitățile din Heidelberg, Ciudad de México, Köln, Frankfurt, Oviedo, Málaga, Madrid și Udine. Susține cursuri și seminarii la Universitatea din București, Universitatea Creștină „Dimitrie Cantemir” din București, Universitatea de Vest și Universitatea „Tibiscus” din Timișoara. Redactor responsabil la o serie de lucrări fundamentale: Dicționarul limbii române, Dicționarul etimologic al limbii române, Istoria limbii române, Micul dicționar academic. Este inițiatorul și coordonatorul seriilor „Etymologica” și „Limba română” de la Editura Univers Enciclopedic. Din 1990, este directorul Biroului din România al Uniunii Latine. A fost, de asemenea, director al Pavilionului României la Expo '92 de la Sevilla și comisar general al Pavilionului României la Expo '98 de la Lisabona. A fost vicepreședinte al Academiei Române.

## Volume publicate
- Contribuții la fonetica istorică a limbii române, București, 1970
- Estudios sobre el judeo-español de Bucarest, Ciudad de México, 1970
- Phonétique et phonologie du judéo-espagnol de Bucarest, Haga, 1971
- Contributions à la phonétique historique du roumain, Paris, 1976
- Le judéo-espagnol, Haga, 1976
- El problema de las lenguas en contacto, Ciudad de México, 1988
- L'unité des langues romanes, București, 1996
- Limbi în contact, București, 1997
- Lenguas en contacto, Madrid, 1998
- De la latină la română, București, 1998; reeditări în 2006, 2012
- Introducere în etimologia limbii române, București, 1999; reeditare, București, 2005
- Du latin au roumain, București-Paris, 1999
- Ratengo kara rumaniago he-rumania goshi, Osaka, 2001
- Del latín al rumano, Paris-București, 2002
- Contemporanul lor, contemporanul lui, București, 2002
- Dal latino al romeno, Torino, 2004
- From Latin to Romanian, Mississipi, 2005
- Aventurile unor cuvinte românești, București, 2005
- Portrete, Suceava, 2006
- 101 cuvinte moștenite, împrumutate și create, București, 2010

## Volume (în colaborare)
- El léxico indígena del español de América. Apreciaciones sobre su vitalidad, Ciudad de México, 1977
- Limbile lumii. Mică enciclopedie, București, 1981
- El Español de América, I. Léxico, Bogotá, 1982
- Les langues du monde. Petite encyclopédie, Paris, 1984
- Etimologia și limba română, București, 1987
- Vocabularul reprezentativ al limbilor romanice, București, 1988
- Enciclopedia limbilor romanice,  București, 1989
- May we introduce the Romanian Language to you?, București, 2000
- Să facem cunoștință cu limba română, Cluj, 2001
- Connaissez-vous le roumain?, București, 2001
- Enciclopedia limbii române, București, 2001
- Limbile Europei, București, 2001

## Afilieri
- Membru  corespondent  (din 1993), membru titular al Academiei Române (din 2001)
- Membru corespondent al Real Academia Española (1978)
- Membru al Instituto Mexicano de Cultura (1981)
- Membru al Academia Nacional de Letras din Uruguay (1994)
- Membru al Academia Peruana de la Lengua (2004)
- Membru în comitetele de redacție ale revistelor „Studii și cercetări lingvistice” (din 1957, actualmente redactor-șef), „Revue roumaine de linguistique” (din 1957, din 2005 redactor-șef), „Limba română” (din 1971, actualmente redactor-șef), „Bulletin de la Société roumaine de linguistique romane” (din 1971, actualmente redactor-șef), „Diacronia” (din 2014).

## Marius Sala despre „limba moldovenească”
În lucrarea Limbile lumii. Mică enciclopedie, redactată de către Marius Sala și Ioana Vintilă-Rădulescu (Editura Stiințifică și Enciclopedică, București, 1981), între cele 2.171 de limbi, dialecte și graiuri, vorbite și astăzi sau dispărute, de pe cinci continente, „limba moldovenească” nu este menționată. În Enciclopedia limbilor romanice, redactată de un colectiv, sub coordonarea lui Marius Sala (Editura Stiințifică și Enciclopedică, București, 1989), în care s. v. moldovean putem citi: „sub[dialect] rom[ânesc] (d[aco-român]) considerat de unii lingviști sovietici (M. S. Serghievski, V. F. Sișmarev, N. G. Corlăteanu), după criterii extralingvistice, l[imba] autonomă din gr[upul] l[imbilor] romanice orientale”. Sunt înșirate apoi teritoriile din interiorul granițelor României unde se vorbește acest grai, precum și cele din „URSS (RSS Moldovenească integral și RSS Ucraineană parțial, enclave, și în RSFS Rusă, RSS Kirghiză și RSSA Abhază)” (p. 201). De-abia după 1990, chestiunea „limbii moldovenești” a putut fi discutată la noi de pe poziții științifice, fără compromisuri și fără menajamente.
În articolul „Limba moldovenească” din Enciclopedia limbii române, realizată de un colectiv sub coordonarea lui Marius Sala și sub auspiciile Institutului de Lingvistică 
„Iorgu Iodan” (Editura Univers enciclopedic, București, 2001, p. 348-351) „limba moldovenească” este descrisă astfel: 
| “ | „Fals statut și glotonim (nume al unei limbi) impropriu atribuite de lingvistica sovietică oficială și de unii lingviști ex-sovietici limbii române din fosta U.R.S.S., considerată limbă romanică răsăriteană diferită de (daco)română, din rațiuni și cu scopuri evident politice, pentru a justitica, prin această pretinsă nonidentitate lingvistică (și etnică), înglobarea Basarabiei în componența Imperiului țarist și apoi în U.R.S.S” (p. 348). | ” |

„Argumentarea” existenței acestei limbi apelează la factorul extralingvistic, la evoluția separată a populațiilor de pe cele două maluri ale Prutului cauzată de expansiunea Imperiului Țarist în această parte de lume. Ca argument lingvistic se aduce influența lexicală neoslav-ă (rusă și ucraineană), uitându-se că esențială rămâne structura morfosintactică a unei limbi, iar „modele” lingvistice sunt trecătoare (barbarismele anglo-saxone de astăzi, din vorbirea unora, nu afectează cu nimic caracterul romanic și statutul limbii române!). 
Masivele împrumuturi din rusă, impunerea formelor regionale și arhaice ca normă, calcurile lingvistice după limbi slave pot crea monștri lingvistici din care reproducem o mostră: „Rivoluția din Octiabri a făcut-o pi fimei slobodî. Amu fimeea ari totașa drepturi ca și barbatu [...]. E parti-n tot lucru obștesc. Eslili copchilărești [= „creșele de copii”] o slobod pi fimei pentru lucru ista” (p. 349).
Teoreticienii existenței limbii moldovenești speculează, în plus, glotonimul moldovenesc, care este unul secundar, situându-se la același nivel cu termenii: muntean, bănățean, oltean etc., ei subsumându-se celui de român(esc); după ei, însă, termenul moldovenesc ar numi o altă realitate lingvistică decât cea românească. 
Această teorie este contrazisă, de asemenea, de geografia lingvistică și de datele oferite de dialectologie. Nu există, în spațiul românesc, izoglose orientate pe direcția nord-sud, ci toate sunt orientate pe direcția vest-est:
| “ | „După cum demonstrează hărțile Atlasului lingvistic român și ale Atlasului lingvistic moldovenesc, nici o izoglosă fonetică, gramaticală sau lexicală referitoare la fondul tradițional nu separă Prutul de restul ariei moldovene comune, ci toate izoglosele prin care se disting grupurile de graiuri (nordice, centrale și sudice) din cadrul subdialectului dacoromân menționat au direcția de la vest la est, întinzându-se peste Prut și Nistru [...]” (p. 349). | ” |

## Premii și distincții
- Medalia „Meritul Științific” (26 septembrie 1966) „pentru merite deosebite în activitatea științifică, cu prilejul Centenarului Academiei Republicii Socialiste România”[4]
- Premiul „B.P. Hasdeu” al Academiei Române (1970)
- Premiul „Timotei Cipariu” al Academiei Române (1981, 1989)
- Premio del Centenario de la Academía Mexicana (1975)
- Ordinul Național „Serviciul Credincios” în grad de comandor (2000) și în grad de ofițer (2009)
- Commendatore dell'Ordine della Stella della Solidarietà Italiana (2004)
- Decorația Ofițer al Ordinului Coroanei, conferită de Regatul Belgiei [5] (2008)
- Trofeul „Celebritate a anului 2009” pentru cercetare